# Порушення кордонів
Порушення кордонів (англ. Trespass) — американський трилер 1992 року.

## Сюжет
Двоє пожежників, Дон і Вінс, рятуючи під час пожежі старого, стають власниками справжньої карти скарбів, вкрадених з католицької церкви 50 років тому, вартістю понад мільйон доларів. Скарб заховано десь в перекриттях занедбаної фабрики в гетто Сент-Луїса. Взявши відпустку і поїхавши туди, вони розпочинають пошуки. За злою іронією, доля приводить туди місцевого торговця наркотиками Короля Джеймса і його чорношкірих бойовиків, щоб стратити вбивцю одного зі своїх людей. Шукачі скарбів стають свідками вбивства і банда намагається їх знищіти.

## У ролях
| Актор                  | Роль           |
| ---------------------- | -------------- |
| Білл Пекстон           | Вінс           |
| Айс-Ті                 | Король Джеймс  |
| Вільям Седлер          | Дон            |
| Айс Кьюб               | Савон          |
| Арт Еванс              | Бредлі         |
| Деворо Вайт            | Лакі           |
| Брюс А. Янг            | Раймонд        |
| Гленн Пламмер          | Лютер          |
| Стоуні Джексон         | Віккі          |
| Т. Е. Рассел           | Відео          |
| Томмі Лістер           | Клетус         |
| Джон Тоулс-Бей         | Гус            |
| Байрон Міннс           | Мун            |
| Тіко Веллс             | Девіс          |
| Гел Лендон молодший    | Юджин Делонг   |
| Джеймс Пікенс молодший | поліціянт Різ  |
| Л. Воррен Янг          | поліціянт Фолі |

## Саундтрек
| Список треків | Список треків           | Список треків |
| #             | Назва                   | Тривалість    |
| ------------- | ----------------------- | ------------- |
| 1.            | «Video Drive-By»        | 1:55          |
| 2.            | «Main Title»            | 1:38          |
| 3.            | «East St. Louis»        | 2:01          |
| 4.            | «Orgill Bros»           | 1:44          |
| 5.            | «Goose and Lucky»       | 3:35          |
| 6.            | «You Think It's On Now» | 1:41          |
| 7.            | «Solid Gold»            | 0:58          |
| 8.            | «Heroin»                | 4:13          |
| 9.            | «Totally Boxed In»      | 6:48          |
| 10.           | «Give 'em Cops»         | 2:06          |
| 11.           | «Lucy in the Trunk»     | 1:27          |
| 12.           | «We're Rich»            | 2:26          |
| 13.           | «King of the Street»    | 3:59          |
| 14.           | «Party Lights»          | 3:01          |
| 37:30         |                         |               |